# 賈疋
賈疋（？—312年），字彥度，武威姑臧（今甘肅武威）人。曹魏太尉賈詡曾孫，西晉末年重要官員，官至征西大將軍、雍州刺史，曾助晉愍帝入關並據有長安。

## 生平

### 立足雍州
賈疋年輕時就很有抱負，才能和名望都很高，見過他的人都樂於與他結交，更特別受武人敬仰，願意捨命為賈疋做事。賈疋最初被公府辟命，歷經顯要官職，後擔任安定太守。晉懷帝在位期間，當時的雍州刺史丁綽貪污專橫，失去民心，更借賈疋收留反抗南陽王世子司馬保失敗的秦州刺史裴苞而向當時駐鎮關中的南陽王司馬模中傷賈疋。司馬模於是派軍師謝班討伐賈疋。賈疋起初敗退至瀘水，但在當地與胡人彭蕩仲及氐人竇首結為兄弟，集合士眾一同進攻謝班。丁綽逃奔到武都而賈疋重佔安定，殺死謝班。及後晉懷帝以賈疋為驃騎將軍，雍州刺史，封酒泉公。後又任安定太守。

### 圖興晉室
永嘉五年（311年），永嘉之亂發生，不久漢國更攻陷長安，殺死司馬模並控制關中。當時很多雍州郡縣首長都送人質給漢國，賈疋亦不例外。但當時馮翊太守索綝及安夷護軍麴允等人正往安定，並在途中遇上賈疋派出的人質。索綝於是帶著賈疋的人質返回安定治所臨涇，並與賈疋共謀興復晉室。賈疋答應，索綝於是推賈疋為平西將軍，賈疋則與索綝等率五萬眾攻向長安。當時雍州刺史麴特、新平太守竺恢和扶風太守梁綜等都舉兵與賈疋會合。賈疋於是與漢國將領劉曜在黃丘大戰，終大敗劉曜，令其退守長安城。賈疋在追擊劉曜敗軍之時，亦在渭橋襲杀漢國所命的凉州刺史彭蕩仲。此戰獲勝後，賈疋軍氣勢大盛，關右胡人和漢人都響應他。同時，豫州刺史閻鼎護送秦王司馬鄴入關中，但途中遇到盜賊令士卒四散，於是派人告訴賈疋，賈疋於是派兵迎接司馬鄴，並於當年十二月安置司馬鄴於雍城。

### 墮澗遇害
永嘉六年（312年），據守長安的劉曜被圍困數月，屢戰皆敗，於是率眾回平陽。司馬鄴於是入據長安。同年司馬鄴稱皇太子，建立行臺，加授賈疋征西大將軍。同年彭蕩仲之子彭天護率胡族軍隊進攻賈疋，見不能取勝就撤走，賈疋追擊但在夜裏墮進澗中，被彭天護生擒並殺害。賈疋不幸被殺，當時的人都十分痛惜。

## 延伸阅读
[在维基数据编辑]
 《晉書·卷060》，出自房玄齡《晉書》